# Mermaid Melody: Pichi Pichi Pitch Pure
Mermaid Melody Pichi Pichi Pitch Pure (マーメイドメロディーぴちぴちピッチピュア Māmeido Merodī Pichi Pichi Picchi Pyua?) es el nombre dado a la segunda temporada del anime Mermaid Melody: Pichi Pichi Pitch, que a su vez está basado en el manga creado por Michiko Yokote (横手 美智子 Yokote Michiko?) e ilustraciones realizadas por Pink Hanamori (花森 ぴんく Hanamori Pinku?). Las historias de esta temporada corresponden a los capítulos 21 al 30 del manga. La serie fue producida y emitida por TV Aichi y en TV Tokyo Network a partir del 3 de abril al 25 de diciembre de 2004.
Esta temporada difiere mucho de la primera, principalmente en la mejora de la calidad de la animación, especialmente en los últimos episodios, aunque también se reutilizaron existencias de metraje. El trío secundario (Karen, Noel y Coco) se convierte en una fuente de alivio cómico en lugar de preocupaciones. Hay mucha gente que opina que Karen, Noel y Coco deberían ser las protagonistas en vez de Luchia, Hanon y Rina debido a su carácter y belleza. La serie da "un cambio de imagen" en el sentido de que todos los nuevos villanos tienen canciones propias al igual que las princesas sirenas. Por último,  la serie se centra más en los juicios de la pérdida del amor, del corazón (literal y figuradamente) y las buenas decisiones de una persona siempre dañando a otro. Si bien la primera temporada se inspira en la primera mitad de La Sirenita de Hans Christian Andersen, esta temporada se inspiró en la segunda mitad.

## Argumento
Sara había perdonado a Taro Mitsuki por los errores que cometió en el pasado (su odio por él desapareció y su pelo negro volvió a su color naranja). Sin embargo, se había enamorado de Gaito, y decidió compartir su suerte por todo lo que había hecho él por ella. Tras ello, decidió encomendar su perla naranja a Luchia y morir con Gaito cuando su castillo se hundía. A pesar de esto, su espíritu aún persiste. El mundo marino volvió a la normalidad aunque con una princesa sirena menos.
Entonces Luchia, por petición de Sara, lleva la perla naranja al cementerio de su reino para que nazca Seira, la nueva princesa sirena de la perla naranja y del Océano Índico, que en ese momento sólo es un espíritu que se le aparece a Luchia en sus sueños. Con el fin de que Seira nazca, su corazón debe fusionarse con la perla naranja. Sin embargo, justo antes de que esto suceda, su corazón es robado por un ángel llamado Mikel. Luchia, junto con las otras princesas sirenas, deben recuperar los fragmentos del alma de Seira, aunque se tenga que enfrentar con un enemigo terrible.
Por otra parte, Kaito y Luchia sentirán un intenso amor el uno por el otro, especialmente Kaito, quien finalmente descubre que ella es la sirena que le salvó de morir en aquel accidente de barco siete años atrás. Pero están a punto de ser una vez más separados, porque Kaito sigue queriendo investigar más sobre sí mismo en Hawái. Sin embargo, un supuesto accidente haciendo surf hace que desaparezcan todos sus recuerdos. Es encontrado y cuidado por una chica llamada Mikaru Amagi, que se enamora de él. Luchia tiene que hacer frente a este choque y tratar de dejar que él por su cuenta recupere algunos de sus recuerdos, especialmente de ella.
En esta temporada también destaca Hanon con su historia de amor. Hanon rechaza a un pretendiente, Nagisa Shirai, pero considera nuevo el amor con él después de su fijación con su profesor de música, Taro Mitsuki, que termina en decepción. Y Rina, con su inesperado amor por Masahiro Hamazaki.
Aparecen villanos nuevos, incluyendo el regreso de algunos personajes anteriores de la serie. Esta temporada también incluye canciones de los villanos y nuevas canciones de las princesas sirenas, aparte de canciones anteriores.

## Personajes de la segunda temporada

### Reparto
| Personaje         | Seiyū              | Actores de doblaje (Colombia)         | Actores de doblaje (España)                                         |
| ----------------- | ------------------ | ------------------------------------- | ------------------------------------------------------------------- |
| Seira             | Eri Kitamura       | Isabella Gómez                        | Carmen Podio Paloma Blanco (Cantante de doblaje)                    |
| Mikaru Amagi      | Eri Kitamura       | Nathalia Gutiérrez                    | Inmaculada Gallego Paloma Blanco (Cantante de doblaje)              |
| Lixto Amagi       | Takahiro Mizushima | Andrés Marulanda                      | Sergio García                                                       |
| Nagisa Shiroi     | Chihiro Kusaka     | Lorena Barrero                        | Darío García                                                        |
| Masahiro Hamasaki | Kiyotaka Furushima | Álvaro Reina                          |                                                                     |
| Mikel             | Junko Minagawa     | Lorena Barrero                        | Fernando Cabrera Miguel Antelo (Cantante de doblaje)                |
| Fuku              | Sanae Kobayashi    | Silvia Sarmentera                     |                                                                     |
| El Creador        | Hajime Iijima      | Nacho Aramburu                        |                                                                     |
| Lady Bat          | Sanae Kobayashi    | Lorena Barrero                        | Elena Ruiz de Velasco Yolanda Pérez Segoviano (Cantante de doblaje) |
| Lanhua            | Megumi Kojima      | Lorena Barrero                        | Pilar González Aguado Araceli Lavado (Cantante de doblaje)          |
| Alala             | Masayo Kurata      | Carmen Cervantes Diálogos y canciones |                                                                     |

## Banda sonora
Para ver anteriores canciones de la serie Mermaid Melody: Pichi Pichi Pitch, haga click aquí.

### Temas de apertura y cierre
| OP | Antes del momento1 (Before the Moment)           | Eri Kitamura                                 |
| ED | Temperatura del amor1 (愛の温度℃ Ai no Ondo °C?) | Asumi Nakata, Hitomi Terakado y Mayumi Asano |
| Notas: 1. El opening y el ending no fueron doblados al castellano, pero las imágenes se emitieron intactas junto con el audio del primer opening y ending. |                                                  |                                              |

### Canciones
| Barroco oscuro1 (闇のBAROQUE―バロック― Yami no BAROQUE?) | Sheshe y Mimi                                                                      |
| Alas de oscuridad (暗黒の翼 Ankoku no Tsubasa?) | Lady Bat                                                                           |
| Melodía aguamarina (水色の旋律 Mizuiro no Senritsu?) | Hanon Hosho                                                                        |
| Pedacito de amor (Piece of Love) | Rina Touin                                                                         |
| Sinfonía maternal (MOTHER SYMPHONY) | Luchia Nanami, Hanon Hosho y Rina Touin                                            |
| Serenata de flores y mariposas (花と蝶のセレナーデ Hana to Chou no Serenade?) | Lanhua                                                                             |
| La historia de los siete mares ~Perlas de Sirena~ (七つの海の物語〜Pearls of Mermaid〜 Nanatsu No Umi No Monogatari ~Pearls of Mermaid~?) | Luchia Nanami, Hanon Hosho y Rina Touin                                            |
| Star MeroMero Heart2 (Star☆メロメロHeart) | Arara                                                                              |
| Bello deseo (Beautiful Wish) | Seira                                                                              |
| ¡Oh sí! Arara (Oh Yeah! Alala) | Arara                                                                              |
| Acepta mis alas (翼を抱いて Tsubasa wo Daite?) | Mikel                                                                              |
| El mañana no llegará3 (明日が見えなくて Ashita ga Mienakute?) | Mikaru Amagi                                                                       |
| Nacimiento del amor (Birth of Love) | Seira                                                                              |
| Sonido de la Esperanza ~El Amor Sigue~ (希望の鐘音〜Love goes On〜 Kibou no Kaneoto ~Love goes On~?) | Luchia Nanami, Hanon Hosho, Rina Touin, Karen, Noel, Coco, Seira y Reina del Agua. |
| Notas: 1. Barroco también puede referirse a una perla desgajada y de forma irregular, en contraposición de las perlas de las princesas sirenas. 2. MeroMero significa "enamorarse locamente". 3. La canción "Ashita ga Mienakute" podría considerarse un anexo a "Tsubasa wo Daite", ya que a pesar de su más corta duración tiene el mismo estribillo y la música en su parte final es idéntica. |                                                                                    |

hasta el final llegaré 
- La canción de "Birth of Love" suele ser confundida con la de "Beautiful Wish". Para aclarar las dudas: Beautiful Wish fue la 1ª canción de Seira que apareció en la serie; Birth of Love, la última

## Diferencias entre el manga y el anime
- El anime es bastante más infantil que el manga. En el anime han sido cambiadas varias escenas: cuando en el manga Mikaru empieza a desnudarse para que Kaito no se vaya con Luchia, en el anime tan solo baila a su alrededor; cuando Luchia se da un baño en casa de Kaito y él la encuentra en la bañera en el manga la escena es mucho más sugerente.
- Las escenas son mucho menos violentas, en especial con las muertes sangrientas de las Hermanas Belleza Negra, Lady Bat, Lanhua y Alala. El manga es mucho más sangriento y violento, mientras que en el anime cuando muere un personaje muestran una luz.
- Cuando Mikaru se une a Mikel y él la absorbe, ella queda completamente desnuda y esto puede verse perfectamente en el manga; en el anime incorporaron un efecto de desnudez con transparencia, aunque no en todas las escenas.
- En el anime, Kaito recupera la memoria mucho más tarde que en el manga.
- El anime contiene muchos episodios de relleno.
- En el manga, se afirma que Lady Bat es oficialmente un hombre joven vestido de mujer, mientras en el anime aparentemente se ve a una mujer. Sin embargo, en el programa se afirma oficialmente que es un chico joven,  ya que algunas veces aparece vestido con ropa masculina y otras hace referencia a su «amor» por sus enemigas.
- En el manga, Nikora es dueña de aguas termales; en el anime es dueña de un hotel.
- En el final de temporada, Karen, Noel y Coco tienen mucho más protagonismo en el manga que en el anime.